# Groupe CF
Vous pouvez aider à l'améliorer ou bien discuter des problèmes sur sa page de discussion.
- Il n’est pas rédigé dans un style encyclopédique. (Marqué depuis juin 2025)
- Il est orphelin : moins de trois articles lui sont liés. Aidez à ajouter des liens en plaçant le code [[Groupe CF]] dans les articles relatifs au sujet. (Marqué depuis juin 2025)

Le groupe CF (anciennement Compagnie Fiduciaire) est un cabinet français indépendant d'expertise comptable et d'audit, inscrit au tableau de l'Ordre des Experts-Comptables.
Fondé en 1980 par Christian Patrin, le groupe est[Quand ?] dirigé par Jean-Philippe Romero (PDG) et 53 associés (chiffre communiqué en 2023 par le groupe). Son siège se situe à Bordeaux.
Le groupe est implanté dans 26 villes en France[réf. souhaitée] et comptait 600 salariés en 2018.

## Historique
En 1980, Christian Patrin, président fondateur, crée la Compagnie Fiduciaire. Il est ensuite rejoint par Hubert Massie et Patrick Bureau, associés cofondateurs.
En 2014, un changement de gouvernance est opéré à la suite du départ à la retraite des fondateurs. Jean-Philippe Romero devient alors le nouveau président directeur général associé de la Compagnie Fiduciaire,.
En 2015, la Compagnie Fiduciaire créée sa première filiale 100 % connectée : Ça Compte Pour Moi, cabinet d'expertise comptable en ligne.
En 2017, la Compagnie Fiduciaire développe iZzy,, une solution de gestion en temps réel et en ligne pour les entrepreneurs. En avril 2017, l’entreprise s’associe à Maître Tristan de La Rivière, Avocat, pour créer la Compagnie du Droit, cabinet d'Avocats d'affaires et en droit social. 
En 2018, la Compagnie Fiduciaire poursuit son développement avec la reprise du cabinet d’expertise comptable Combabessouse spécialisé dans le domaine agricole qui devient CF Damazan, ainsi qu’un nouveau cabinet à Bayonne.